# Mordellina antennalis
Mordellina antennalis là một loài bọ cánh cứng trong họ Mordellidae. Loài này được Batten miêu tả khoa học năm 1990.